# Eric W. Weisstein
Eric W. Weisstein (Bloomington (Indiana), 18 marzo 1969) è un enciclopedista statunitense, creatore e curatore dei siti MathWorld e ScienceWorld, chiamato anche Eric Weisstein's World of Science.

## Biografia
Nel 1990 completò il Bachelor of Arts in fisica e astronomia presso l'Università Cornell e, tra anni più tardi, il Master of Science in astronomia e planetologia al California Institute of Technology.

Weisstein partecipò a diversi stage estivi a ricerche presso l'Osservatorio astronomico di Arecibo, nello stato di Porto Rico, gestito dalla Cornell. Appena laureato, fu coinvolto in un progetto di ricerca del Goddard Space Flight Center di Greenbelt, nel Maryland, per lo sviluppo di un software di visualizzazione degli uragani.
Nel '96 conseguì anche il dottorato nel medesimo ambito, con una dissertazione intitolata Millimeter / Submillimeter Fourier Transform Spectroscopy of Jovian Planet Atmospheres, realizzata con la supervisione di Dewey Muhleman e di Eugene Serabyn, poi divenuto membro del Caltech Jet Propulsion Laboratory.

A gennaio del '96, Weisstein fu nominato ricercatore scienziato del Caltech, nel quale proseguì il suo lavoro nel campo della spettroscopia submillimetrica, pubblicando alcuni articoli in collaborazione con Eugene Serabyn. Sei mesi dopo, si trasferì al Dipartimento di Astronomia dell'Università della Virginia a Charlottesville, dove rimase per tre anni.
Nel frattempo, prima di terminare il dottorato, Weisstein convertì un documento di Microsoft Word di oltre 200 pagine in formato ipertestuale e lo caricò all'interno di uno spazio web autogestito al Caltech con il titolo Eric's Treasure Trove of Sciences. Anche dopo la nomina all'Università della Virginia, continuò a perfezionare la sua enciclopedia nascente. Nel novembre del 1998, Weisstein strinse un accordo con la casa editrice CRC Press per pubblicare la sua enciclopedia in formato cartaceo col titolo di CRC Concise Encyclopedia of Mathematics. Il dizionario enciclopedico incontrò un'accoglienza positiva da parte della critica ed ebbe altre due edizioni, nel 2002 e nel 2005.

Nel '99, Weisstein accettò l'offerta di lavorare come enciclopedista presso la Wolfram Research, Inc.
A dicembre, il sito MathWorld era pronto per il lancio su Internet con quasi 13.000 voci, la maggior parte delle quali scritte da Weisstein, che coprivano una varietà di discipline, tra le quali: algebra, geometria, calcolo, matematica discreta, topologia, teoria dei numeri, statistica e basi di dati.

Nel marzo 2000, MathWorld fu oggetto di una controversia legale con la CRC Press, che accusò la controparte di violazione di copyright in merito alla CRC Concise Encyclopedia of Mathematics. La CRC Press ottenne dal giudice un ordine interdittivo, che dispose la chiusura del sito MathWorld e il suo oscuramente in rete per oltre un anno, a partire dal 23 ottobre 2000. Dal sito personale di Eric Weisstein risulta che Mathworld ritornò operativo il 6 novembre 2001.

La vicenda si concluse con la creazione del sito PlanetMath e l'accordo extragiudiziale della CRC Press con Stephen Wolfram e Eric Weisstein, che impegnava la casa editrice a corrispondere una transazione in denaro di importo non divulgato, oltre a vari benefit. In cambio, gli autori di MathWorld erano obbligati a inserire in calce ad ogni pagina del sito una notizia di copyright a favore della CRC Press, che acquisiva nuovamente i diritti legali per la riproduzione di MathWorld in formato libro.
A gennaio del 2002 fu lanciato ScienceWorld, chiamato anche come World of Science of Eric Weisstein, un dizionario enciclopedico formato da oltre 1.000 voci di astronomia, chimica, fisica, oltre ai profili biografici di vari uomini di scienza.
Nel 2014, Weisstein fu nominato membro del gruppo di lavoro dedicato al Global Digital Mathematics Library, il progetto per la creazione di una biblioteca digitale delle scienze matematiche, promosso sotto gli auspici dell'International Mathematical Union.